# Jessica Kirkland
Jessica Kirkland (10 november 1987) is een tennisspeelster uit de Verenigde Staten.
Zij begon op vierjarige leeftijd met het spelen van tennis.
Op het junior-US Open 2004 bereikte zij de enkelspelfinale, waarin zij werd verslagen door Michaëlla Krajicek.
Tussen 2004 en 2006 speelde ze een aantal maal de eerste ronde van een grandslamtoernooi.